# Здравсити

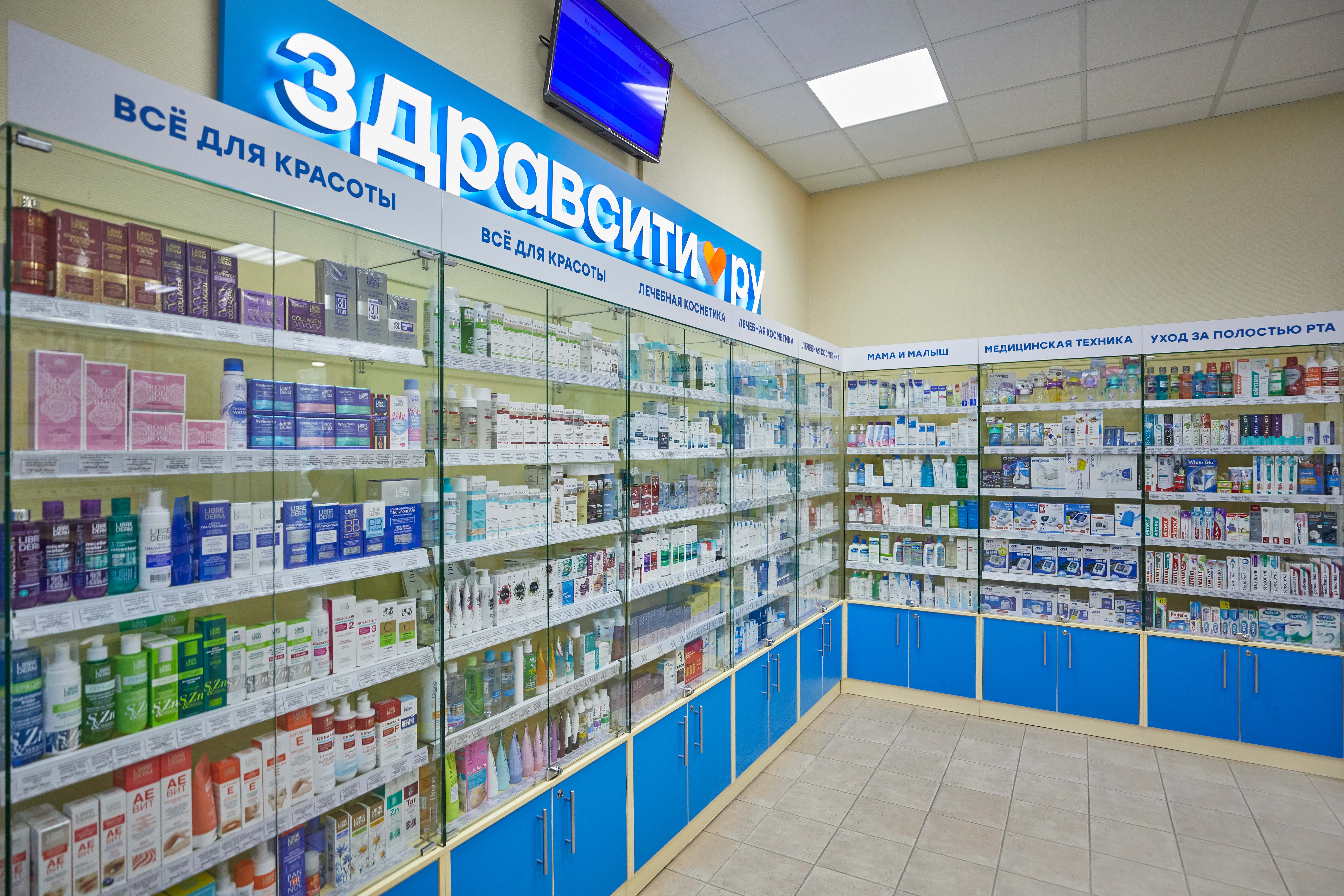
Аптека Здравсити

Здравсити — маркетплейс здоровья, базовая e-com-платформа ГК «Протек», российская интернет-аптека по заказу и доставке лекарств, медицинских изделий, средств гигиены, БАД, косметики и других товаров для здоровья и красоты. Ассортимент насчитывает 59 000 наименований. Главный офис находится в Москве.

## Сервис
Деятельность Здравсити представлена в 83 регионах России, охватывает свыше 80 млн взрослого населения РФ.
Развивается в синергии с традиционной розницей через подключение партнерских аптечных сетей и развитие собственной фирменной аптечной розницы. Открыто более 2000 аптек под брендом «Здравсити». Осуществляет доставку заказов по системе самовывоза из собственных или партнерских аптек (свыше 33 000 по всей России), бронирования в аптеках с возможностью самовывоза через час и курьерской доставки в том числе экспресс-доставки.
Развивает направление медицинских сервисов, включая бесплатные телемедицинские консультации профильных врачей в рамках специальных акций, PSP-программы (программы поддержки пациентов) при поддержке врачебного сообщества и производителей лекарственных средств.
Функционал реализован на сайте и в мобильных приложениях для iOS и Android.
Входит в ТОП-3 дистанционных сервисов по заказу и доставке лекарств.
Входит в ТОП-100 крупнейших интернет-магазинов России по итогам 2024 года.  

## Интеграции
С 2021 года сеть аптек «Живика» начала функционировать под брендом Здравсити.
С 2022 года участвует в пилотных проектах по внедрению электронных рецептов.
Интегрирован с Ozon, Медси, Яндекс.Маркет, Ютека, Мегаптека, "Купер".
В мае 2023 получил разрешение на доставку рецептурных лекарств в Москве в рамках эксперимента по дистанционной торговле RX-препаратами. Здравсити интегрирован с ЕМИАС и стал первым онлайн-сервисом, который будет осуществлять курьерскую доставку лекарств по электронным рецептам в Москве.
Единственный участник правительственной программы по доставке лекарств в труднодоступные регионы РФ, реализуемой совместно с Почтой России. Лекарства можно заказать на сайте Здравсити, доставляют почтальоны до двери. Активировано 2486 индексов. 